# NGC 1424
NGC 1424 is een balkspiraalstelsel in het sterrenbeeld Eridanus. Het hemelobject werd op 8 december 1850 ontdekt door de Ierse astronoom William Parsons.

## Synoniemen
- PGC 13664
- MCG -1-10-26
- IRAS 03407-0453